# Ruspoli

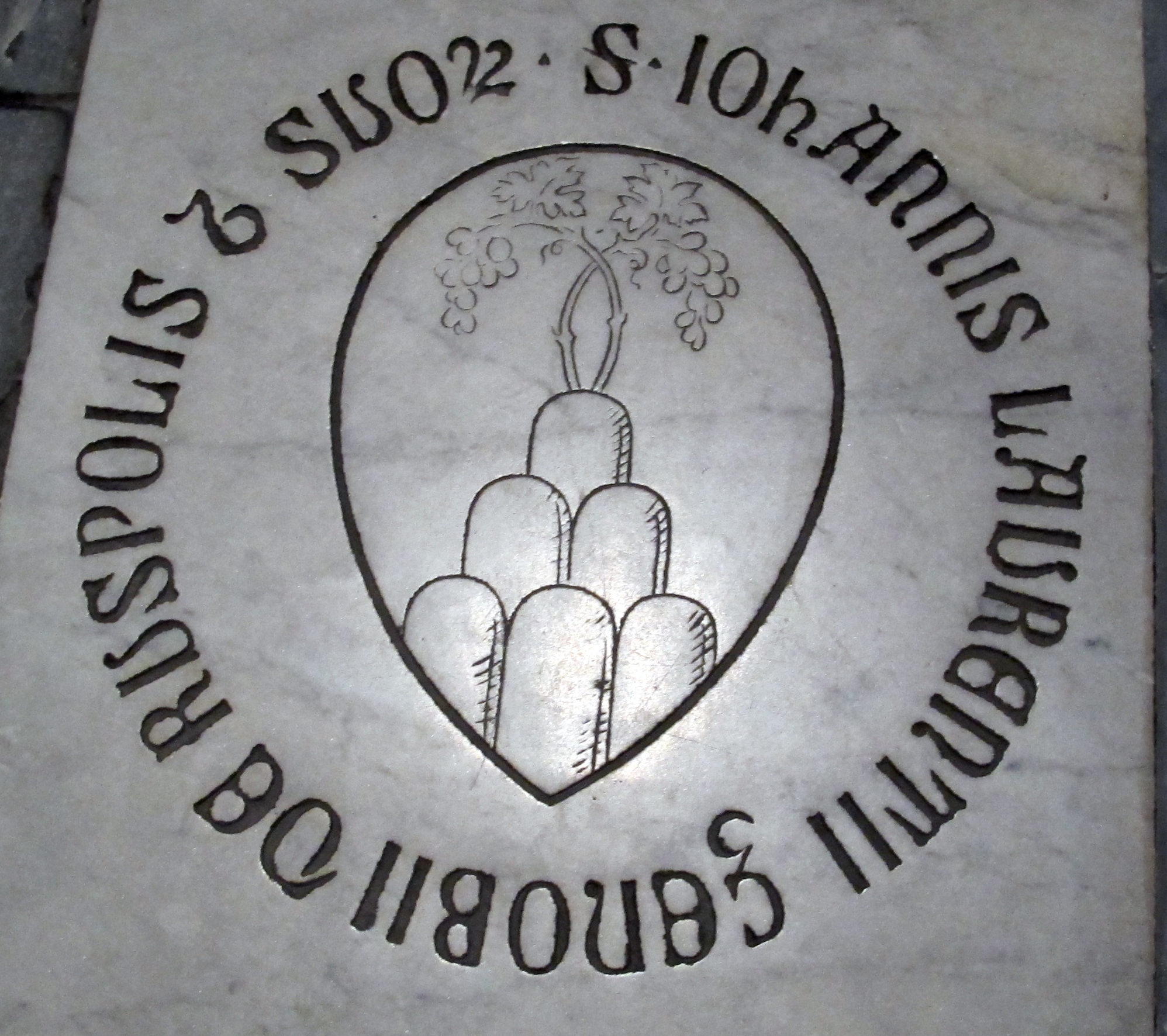
Stemma di Casa Ruspoli sul pavimento della Basilica di Santa Maria Novella, Firenze

Il Casato dei Ruspoli è una nobile e antica famiglia italiana. Le origini della famiglia Ruspoli rimontano alla Firenze del XIII secolo e, attraverso la discendenza diretta dai Marescotti di Bologna, a Mario Scoto nell'800 d.C.
Trasferitasi a Roma nel XVII secolo l'ultima discendente della famiglia, Vittoria Ruspoli dei Marchesi di Cerveteri sposò Sforza Vicino Marescotti IV Conte di Vignanello, discendente dei Farnese da parte sia di madre che di padre. Un figlio di Vittoria prenderà il cognome e l'arma dei Ruspoli per garantire la continuità del casato.
Nel 1708 il nipote di Vittoria, Francesco Ruspoli, a capo del Reggimento Ruspoli, combatté per la difesa dello Stato Pontificio. Nel 1709 costrinse gli austriaci ad una ritirata e papa Clemente XI, in riconoscenza, erigeva a Principato il Marchesato di Cerveteri, nominando Francesco I Principe di Cerveteri.
I Ruspoli vissero da allora fra Vignanello, Cerveteri e il Palazzo Ruspoli a Roma.

## Le origini della famiglia Ruspoli di Firenze
Le prime notizie note relative alla famiglia Ruspoli risalgono all'inizio del XIII secolo come testimoniano le tombe gentilizie presenti nelle chiese di Ognissanti e di Santa Maria Novella in Firenze.
Qui di seguito, in ordine cronologico, sono riportati alcuni membri della famiglia:
- Lorenzo Ruspoli – nobile Fiorentino vivente inizio Duecento
- Neri Ruspoli – Capoparte ghibellino – nel 1266 i guelfi gli incendiarono la casa a Firenze
- Ser Bonaccorso Ruspoli - Notaio in Firenze e Ghino Ruspoli - vivente 1304
- Roberto Ruspoli - vivente metà Trecento
- Giovanni Ruspoli – nato nel 1363 – Gonfaloniere e Priore nel 1391 - fa costruire la cappella gentilizia ad Ognissanti
- Roberto Ruspoli e Zanobi Ruspoli – vivente 1391
- Lorenzo Ruspoli – nato nel 1384 – Pretore del castello di Begonia (1432) - Pretore del castello di Piccioli (1460) – È tra i 16 vessilliferi di Firenze
- Bartolomeo Ruspoli e Giovanni Ruspoli – nato il 25 aprile 1420 – Sepolto in Ognissanti - Sposa 1) Maddalena Buti 2) Bartolomea Paffi
- Lorenzo Ruspoli – nato nel 1460 – compartecipe di Amerigo Vespucci – Sposa Alessandra da Magguale

È a partire da Bartolomeo, figlio del suddetto Lorenzo, che la famiglia si allontana dalla cerchia dei ghibellini per avvicinarsi allo Stato Pontificio.
Bartolomeo Ruspoli nasce a Firenze nel 1496. Si associa professionalmente alla famiglia Altoviti, influenti lanieri e banchieri. Nel 1529 parte per Roma dove contrae matrimonio con Maria Ardinghelli nipote del cardinale Niccolò Ardinghelli, un influente membro della cerchia dei Farnese e intimo associato di Alessandro Farnese futuro papa Paolo III. I Ruspoli si inserirono così nella Curia Romana ed i figli e le figlie di Bartolomeo contrassero tutti matrimoni con le famiglie nobili Romane: Muti, Cavaglieri, e Floridi.
Nel 1531 Bartolomeo Ruspoli fu nominato Sollecitatore delle lettere apostoliche da papa Clemente VII. Nel 1535 divenne Priore di Firenze.

## Le origini della famiglia Marescotti-Ruspoli

### Le origini mitiche

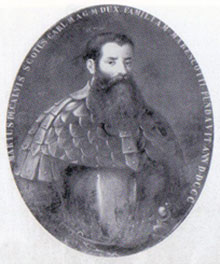
Quadro rappresentante Mario Scoto

Secondo la leggenda le origini dei Marescotti risalgono a Mario Scoto (Marius Scotus, o "Mario lo Scoto"), nato a Galloway, nel sud-ovest della Scozia, nell'VIII secolo. Nell'anno 773 re Carlo Magno iniziò una campagna militare contro i Longobardi in Italia, perché rei di non aver rispettato il patto, imposto loro da Pipino il Breve, di cedere parte del loro territorio agli Stati della chiesa. 

### Mariscotto, il capostipite bolognese
Il primo appartenente alla famiglia di cui si hanno notizie certe è un Mariscotto che fu console del comune di Bologna e capitano generale nel 1179. Un Raniero Marescotti venne nominato cardinale da papa Lucio II il 18 dicembre 1144 e fu titolare della diaconia dei Santi Sergio e Bacco.
Pietro de' Calvi Marescotti fu podestà di Faenza nel 1185. Il nipote Guglielmo fu podestà di Siena nel 1232, suo figlio Corrado fu Cancelliere dell'imperatore Federico II nel 1249. Alberto Marescotti figlio di Ugolino fu console di Bologna, capitano generale di fanteria di Bologna prese Faenza nel 1281 ed espugnò Imola nel 1290.

### Il ramo senese
I Marescotti di Siena, famiglia ghibellina, secondo alcune fonti formatasi con un Guglielmo che fu podestà di Siena nel 1232, portarono come arma la stessa del ramo principale bolognese. Tuttavia, sono documentati a Siena già dal XII secolo; feudatari di Maremma, forse di origine germanica, sarebbero arrivati a Siena da Montepescali. Nel 1147 risulta che un Mariscotto donò al Comune di Siena i suoi possedimenti di Montepescali, mentre il figlio Prete fu console di Siena nel 1194.
I Marescotti appartennero ai Grandi di Siena e al Monte dei Gentiluomini. Il loro castellare si trovava in via di Città, dove oggi sorge uno dei palazzi più belli di Siena, palazzo Chigi-Saracini. Furono signori di Montalbano, dal nome del feudo di Montalbano in Val di Cecina, tra Castelnuovo di Val di Cecina e Radicondoli. Dai Marescotti senesi derivò anche un ramo di Volterra. Con il matrimonio nel 1572 tra Alamanno Marescotti e Onesta Tolomei derivarono i Marescotti Tolomei. Membro illustre di questa famiglia fu il letterato Lodovico Marescotti, nato a Siena nel 1414 e morto dopo il 1474. Dallo stemma dei Marescotti è originato quello della Nobile Contrada dell'Aquila.
Qui di seguito, in ordine cronologico, alcuni membri della famiglia:
Alberto il Malvicino de Calveiso de' Calvi conte di Bagnacavallo. Alberto conte di Bagnacavallo. Ermes, Massimiliano e Oddo Marescotti (Mariscotti) furono consoli di Orvieto rispettivamente nel 1035, 1091 e 1099. Carbone - Nel 1120 eresse una torre a Bologna. Marescotto - console di Imola nel 1140.
Raniero Marescotti - Eletto cardinale da papa Lucio II il 18 dicembre 1144 e titolare della diaconia dei Santi Sergio e Bacco
Marescotto - Console di Bologna e Capitano generale di Bologna nella guerra contro Imola nel 1179. Pietro de' Calvi Marescotti - Podestà di Faenza nel 1185. Marescotto Console di Bologna 1227 Guglielmo - Podestà di Siena nel 1232, su figlio Corrado fu Cancelliere dell'imperatore Federico II nel 1249. Alberto Marescotti figlio di Ugolino fu Console di Bologna, Capitano generale di fanteria di Bologna prende Faenza nel 1281 ed espugna Imola nel 1290.

## I Ruspoli nel XVI secolo
Il comandante navale Fabrizio Ruspoli figlio di Bartolomeo Ruspoli e Maria Ardinghelli si distinse nella battaglia di Lepanto.
Gli Ottomani riuscirono a salvare meno della metà delle loro navi e se tatticamente si trattò di una decisiva vittoria cristiana, la vittoria strategica lo fu ancor di più perché segnò l'inizio del declino della potenza navale ottomana nel Mediterraneo.
I cristiani attribuirono la loro vittoria soprattutto alla protezione della Vergine Maria, che avevano invocato recitando il Rosario prima della battaglia. Tanto che nell'anniversario della battaglia fu fissata da Pio V la festa della Madonna della Vittoria o della Madonna del Rosario.
Orazio Ruspoli, fratello di Fabrizio, divenne un banchiere di successo e fu anche Magistrato dei Collegi nel 1557.
Dopo la battaglia di Lepanto, aprì il Banco Ruspoli a Siena e la famiglia si arricchì considerevolmente. Orazio sposò Felice Cavalieri da cui ebbero due figli.
Lorenzo Ruspoli, un loro cugino, era laniere e in seguito anch'egli banchiere di successo a Firenze e poi consigliere cittadino. Si sposò con madonna Maria di Bernardo Franceschi ed ebbero due figli; Antonio e Francesco (nato il 20 agosto 1579). Quest'ultimo poeta satirico le cui poesie vennero pubblicate a più riprese.
Vittoria Ruspoli, figlia di Orazio e di Felice Cavalieri, sposo nel 1617 Sforza Vicino Marescotti, 4º Conte di Vignanello, Signore di Parrano, Nobile Romano e Patrizio di Bologna, Magistrato dei Conservatori di Bologna nel 1632 e Conservatore di Roma nel 1654. Il fratello di Vittoria, Bartolomeo Ruspoli, dopo aver acquistato il marchesato di Cerveteri e a Roma il palazzo dell'Ara Coeli lasciò il tutto alla discendenza di sua sorella.

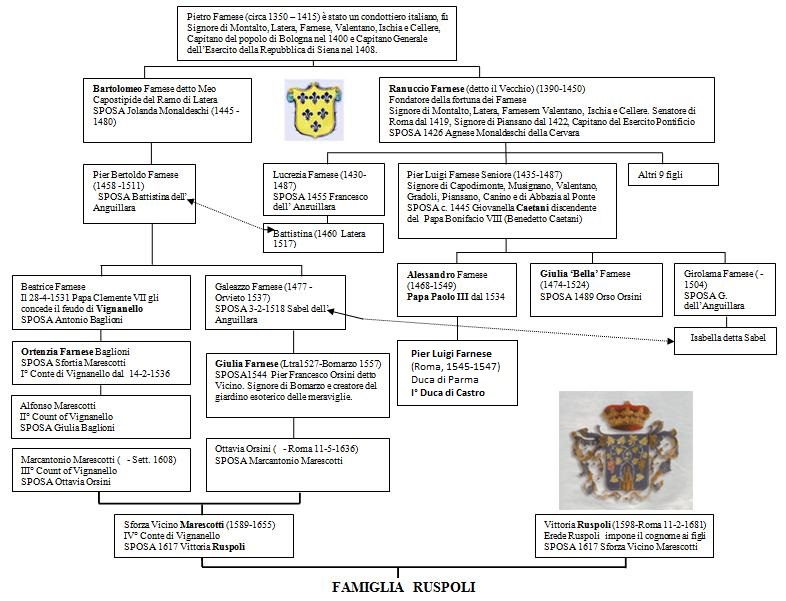

Il marito di Vittoria, Sforza Vicino, discendeva dai Farnese sia da parte di madre che di padre (vedi figura al lato). Dalla parte di suo padre ereditò il feudo di Vignanello (dal matrimonio fra Sfortia Marescotti e Ortensia Farnese contessa di Vignanello). La madre di sua madre Ottavia, era Giulia Farnese. L'intero ramo dei Farnese (duchi di Latera) si estinse e i discendenti dei Marescotti (che si chiamarono Ruspoli per volere di Vittoria Ruspoli, attraverso l'istituto romano della surrogazione, che permetteva a un discendente in linea femminile di adottare il cognome di una famiglia che si stava estinguendo e così di perpetuarlo) conservarono il feudo ed il Castello di Vignanello fino ai nostri giorni.
Nel frattempo, Clarice nata il 6 marzo 1585, sorella di Sforza Vicino Marescotti, prese i voti presso il convento di San Bernardino a Viterbo adottando il nome di Suor Giacinta. Fu beatificata da papa Benedetto XIII nel 1726 e proclamata santa da papa Pio VII nel 1807.
La sua festa cade il 30 gennaio.
Galeazzo Marescotti, figlio di Sforza Vicino e di Vittoria fu nominato cardinale da papa Clemente X.

## I Marescotti-Ruspoli

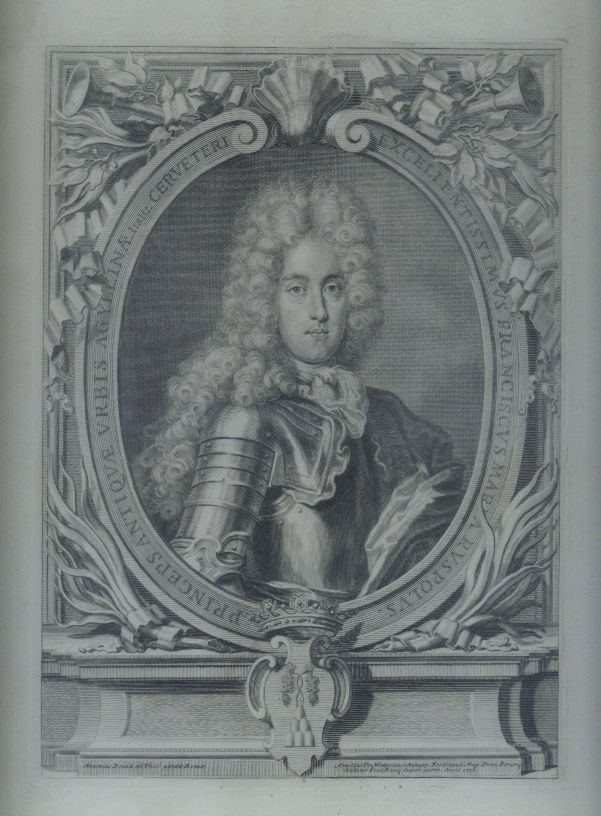
Francesco Maria Ruspoli, I principe di Cerveteri in una stampa d'epoca

Francesco Maria Marescotti Ruspoli, figlio primogenito di Alessandro (di Sforza Vicino Marescotti, IV Conte di Vignanello e Vittoria dei Principi Ruspoli), nacque il 2 marzo 1672. Nel 1695 sposò la signora Isabella Cesi, figlia di Giuseppe Angelo, quinto duca di Acquasparta e Giacinta Conti dei duchi di Poli e Guadagnolo (sorella di papa Innocenzo XIII).
Dopo varie battaglie legali ereditò da Marescotti, Capizucchi e Ruspoli. Il 4 settembre 1705, con atto notarile Floridi, poté finalmente aggiungere ai suoi titoli quello del marchese di Cerveteri.
Francesco Maria apprezzava e aiutava lo sviluppo dell'Accademia dell'Arcadia di cui era membro sotto lo pseudonimo di Olinto. Fu il primo mecenate ad accoglierli in una delle sue ville in Via Merulana. Il primo volume delle Rime degli Arcadi fu dedicato a Francesco Maria. Nel 1725 l'Arcadia si stabilì definitivamente nella villa del Gianicolo di Bosco Parrasio.
Nel 1707 Georg Friedrich Händel arrivò a Roma, dove per due anni fu ospite di Francesco Maria Ruspoli, il quale lo nominò suo Maestro di cappella. Durante questo periodo compose il Salve Regina (HWV 241)  che eseguì nel Castello Ruspoli a Vignanello ed il Diana Cacciatrice (HWV 79), che eseguì a Palazzo Ruspoli a Cerveteri. A Roma presso i Ruspoli e gli Ottoboni eseguì gli oratori La Resurrezione (HWV 47) e il Trionfo del Tempo e del Disinganno (HWV 46a) entrambi dedicati a Francesco Maria Marescotti Ruspoli. Tra il 1709 e il 1716 fu succeduto come maestro di cappella da Antonio Caldara.
Il cardinale Galeazzo Marescotti guardava il suo amato nipote e si compiaceva della vita brillante, ma ancor più della grande cultura, munificenza e devozione a Dio di Francesco Maria. Il cardinale aveva un piano preciso: persuadere il papa ad elevare il titolo del feudo di Cerveteri da marchese a principe. Altre famiglie nobili romane come gli Aldobrandini, i Boncompagni, i Borghese e gli Erba-Odescalchi furono fatti principi dai rispettivi papi. La Ruspoli non aveva un papa ed era necessario fare un gesto munifico e acquisire particolari meriti con la Santa Sede. Nel 1707 il cardinale persuase suo nipote a armare un brigantino da donare alla Santa Sede. Lo scafo moderno, con ampie vele, venne consegnato a Civitavecchia. Handel aveva composto per l'occasione un coro di voci bianche su un testo che salutava il re papa. Ma ciò non bastò per elevare Cerveteri a un principato.
Nel 1708 Francesco Maria creò il reggimento Ruspoli a proprie spese. Formato da circa 1.000 uomini, il reggimento godette di alcune vittorie minori fino al 1709, quando a Ferrara, grazie ad un armamento superiore, riuscì a spingere gli Austriaci a nord del fiume Po. Una grande vittoria per la quale il 3 febbraio 1709, pieno di gratitudine, papa Clemente XI elevò Cerveteri a un Principato.
Nel 1710 il principe Francesco Maria Marescotti Ruspoli acquistò il feudo di Riano, dove arricchì la città con privilegi e opere pubbliche. Nel 1713 acquisì il feudo di San Felice Circeo, che passò poi nel 1718 al marito della figlia, Filippo Orsini. Ancora nel 1713 Francesco Maria acquistò il Palazzo Ruspoli a Roma dai Caetani, che avevano incaricato Martino Longhi il Giovane di costruire la sontuosa loggia sul cortile e la famosa scalinata, una delle quattro meraviglie di Roma.
Nel 1721 papa Benedetto XIII conferì a Francesco Maria il titolo di Principe Romano, per sé e per i suoi discendenti, all'infinito, così che la famiglia potesse conservare il prestigio dei suoi antenati.

Papa Benedetto XIII venne poi a Vignanello nel 1725 per consacrare solennemente la nuova chiesa parrocchiale costruita per volere di Francesco Maria. 

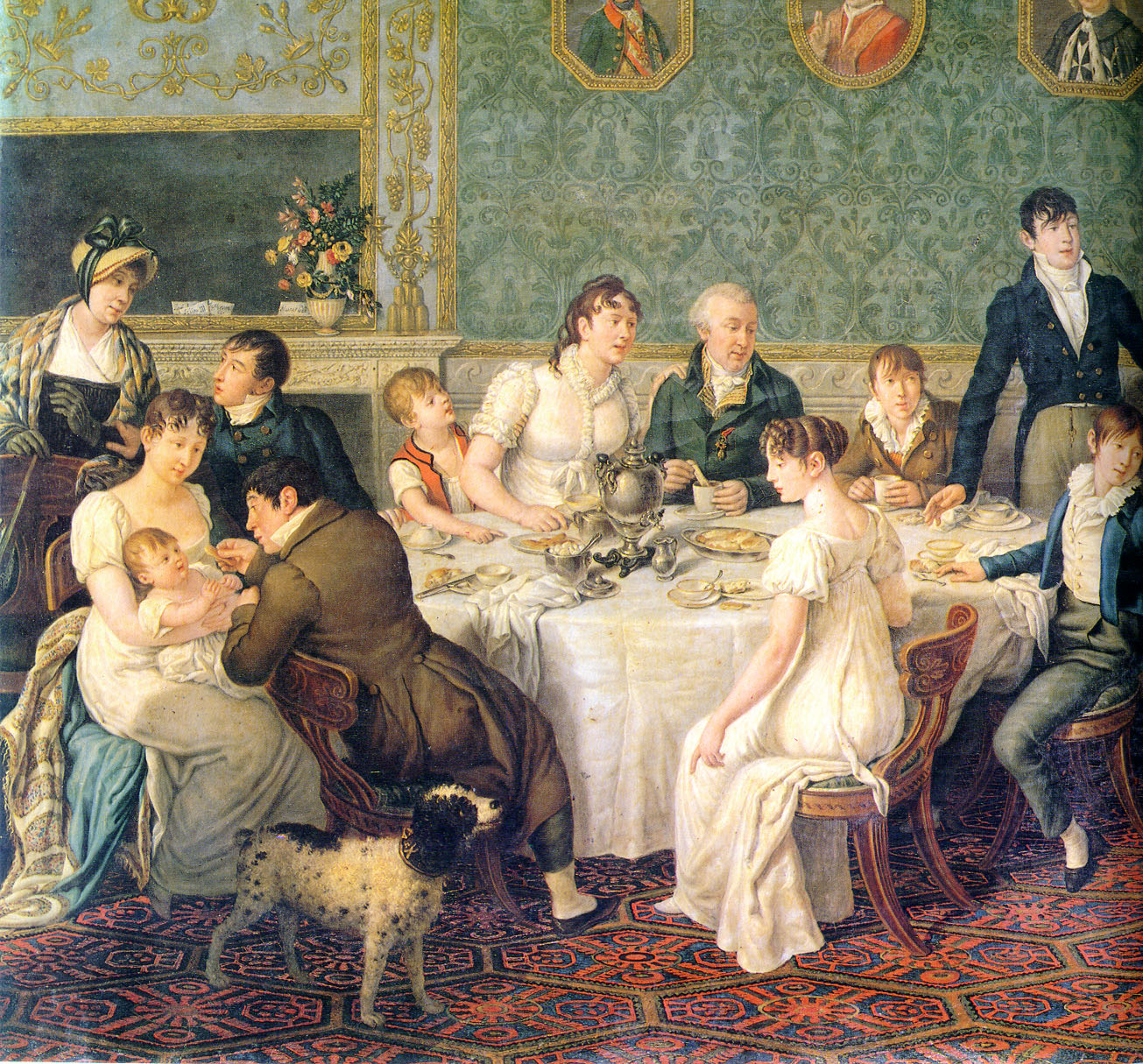
Famiglia Ruspoli (1807)

Nel 1792 Francesco Ruspoli, terzo principe di Cerveteri, fu creato principe del Sacro Romano Impero, sia lui che i suoi discendenti maschi, dall'imperatore Francesco II.
I primogeniti della famiglia Ruspoli hanno ricoperto la carica di Gran Maestro del Sacro Ospizio dal 1808.
La famiglia risiede tutt'oggi nel proprio palazzo a Roma.

## Rami della famiglia Ruspoli

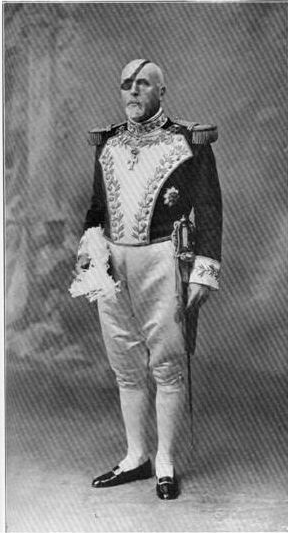
Alessandro Ruspoli, VII principe di Cerveteri in abito cerimoniale di Gran Maestro del Sacro Ospizio

### I Ruspoli principi di Cerveteri e conti di Vignanello(ramo principale)
Dal 1808 con Francesco Ruspoli, III principe di Cerveteri, la famiglia assunse la carica di Gran Maestro del Sacro Ospizio succedendo in essa alla famiglia Conti.
- Francesco Maria Marescotti Ruspoli, I principe di Cerveteri e conte di Vignanello  (1709-1731)
- Alessandro Ruspoli, II principe di Cerveteri e conte di Vignanello  (1731-1779)
- Francesco Ruspoli, III principe di Cerveteri e conte di Vignanello  (1779-1829)
- Alessandro Ruspoli, IV principe di Cerveteri e conte di Vignanello (1829-1842)
- Giovanni Nepomuceno Ruspoli, V principe di Cerveteri e conte di Vignanello (1842-1876)
- Francesco Maria Ruspoli, VI principe di Cerveteri e conte di Vignanello (1876-1907)
- Alessandro Ruspoli, VII principe di Cerveteri e conte di Vignanello (1907-1952)
- Francesco Ruspoli, VIII principe di Cerveteri e conte di Vignanello (1952-1989)
- Alessandro (Dado) Ruspoli, IX principe di Cerveteri e conte di Vignanello (1989-2005)
- Francesco Ruspoli, X principe di Cerveteri e conte di Vignanello (dal 2005)

#### Ruspoli duca di Fiano
- Augusto Ruspoli Ottoboni, ex matre VII duca di Fiano (1880 –1912)

### I Ruspoli duchi di Sueca e L´Alcudia(ramo spagnolo)
Il principe Camillo Ruspoli, secondo figlio di Francesco Ruspoli, terzo principe di Cerveteri e la contessa Maria Leopoldina von Khevenhüller-Metsch, si sposò con Carlota Luisa de Godoy e Borbón, figlia di Manuel de Godoy e Alvarez de Faria, principe della Pace e sua prima moglie, María Teresa de Borbón y Vallabriga, XV contessa di Chinchón, figlia di Infante Luis Antonio de Borbón e Farnese. È il fondatore della linea familiare spagnola:
- Camillo Ruspoli, II duca di Sueca, Iure Uxoris (1788-1864)
- Adolfo Ruspoli, II duca di l´Alcudia  (1822-1914)
- Carlos Ruspoli, III duca di Sueca e l´Alcudia (1858-1936)
- Carlos Ruspoli, IV duca di Sueca e l´Alcudia (1902-1975)
- Carlos Ruspoli, V duca di Sueca e l´Alcudia (1932-2016)
- Luis Carlos Ruspoli, VI duca di Sueca e l´Alcudia (1963)

#### I Ruspoli marchesi di Boadilla del Monte
- Camillo Ruspoli, I marchese di Boadilla del Monte, Iure Uxoris (1788-1864)
- Luis Ruspoli, II marchese di Boadilla del Monte (1828-1893)
- Camilo Ruspoli, III marchese di Boadilla del Monte (1865-1944)
- Paolo Ruspoli, IV marchese di Boadilla del Monte (1899-1969)
- Luis Ruspoli, VI marchese di Boadilla del Monte (1933-2011)

#### Ruspoli conte di Bañares
- Enrique Ruspoli, ex matre XIX conte di Bañares (1935)

### I Ruspoli principi di Poggio Suasa(ramo italiano)
Questo ramo nasce dal principe Bartolomeo Ruspoli (1800-1872), terzo figlio di Francesco Ruspoli, III principe di Cerveteri e contessa Maria Leopoldina von Khevenhüller-Metsch, e fratello di Camillo Ruspoli (duca di Alcudia e Sueca). Ha sposato Dona Carolina Ratti. Era colonnello dell'esercito piemontese, con cui partecipa alle guerre della rinascita italiana. Paralizzato da sotto la vita con l'esplosione di una granata, continuò a partecipare alle battaglie su ruote a rotelle spinte dal suo assistente. Suo figlio Emanuele Ruspoli è stato nominato primo principe di Poggio-Suasa dopo aver partecipato all'unificazione italiana ed essere il primo sindaco della Roma italiana. Fu il padre di Eugenio, esploratore, e il nonno di Emanuella de Dampierre Ruspoli, duchessa di Segovia e duchessa di Anjou dal matrimonio con Infante Don Jaime, figlio di Alfonso XIII di Spagna.
- Emanuele Ruspoli, I principe di Poggio Suasa (1838-1899)
- Mario Ruspoli, II principe di Poggio Suasa (1867-1955)
- Marcantonio Ruspoli, III principe di Poggio Suasa (1926-2003)
- Constantino Ruspoli, IV principe di Poggio Suasa (1971)

#### I Ruspoli principi di Candriano
- Camillo Ruspoli, II principe di Candriano (1882–1949)

#### I Ruspoli duca di Morignano
- Francesco Ruspoli, I duca di Morignano (1891-1970)
- Galeazzo Ruspoli, II duca di Morignano (1922-2003)
- Carlo Emanuele Ruspoli, III duca di Morignano (1949)

## Albero genealogico della famiglia Ruspoli
| | | | |                                                                                               |                                                                                               |                                                                                            |                                                                    |                                                     |                                                                       | | |                                                                            |                                                                          |                                                                                               |                                                                                               |                                                                                           |                                                                     |                                                                     |                                                                                                  |                                                                                                  | | | |                                           |                                                           |                                                           |                                                                                       |                                                                                       |
| | | | |                                                                                               |                                                                                               |                                                                                            |                                                                    |                                                     |                                                                       | | |                                                                            |                                                                          |                                                                                               |                                                                                               |                                                                                           |                                                                     | Lorenzo                                                             |                                                                                                  |                                                                                                  | | | |                                           |                                                           |                                                           |                                                                                       |                                                                                       |
| | | | |                                                                                               |                                                                                               |                                                                                            |                                                                    |                                                     |                                                                       | | |                                                                            |                                                                          |                                                                                               |                                                                                               |                                                                                           |                                                                     |                                                                     |                                                                                                  |                                                                                                  | | | |                                           |                                                           |                                                           |                                                                                       |                                                                                       |
| | | | |                                                                                               |                                                                                               |                                                                                            |                                                                    |                                                     |                                                                       | | |                                                                            |                                                                          |                                                                                               |                                                                                               |                                                                                           |                                                                     |                                                                     |                                                                                                  |                                                                                                  | | | |                                           |                                                           |                                                           |                                                                                       |                                                                                       |
| | | | |                                                                                               |                                                                                               |                                                                                            |                                                                    |                                                     |                                                                       | | |                                                                            |                                                                          |                                                                                               |                                                                                               |                                                                                           |                                                                     | Neri viv. 1266                                                      |                                                                                                  |                                                                                                  | | | |                                           |                                                           |                                                           |                                                                                       |                                                                                       |
| | | | |                                                                                               |                                                                                               |                                                                                            |                                                                    |                                                     |                                                                       | | |                                                                            |                                                                          |                                                                                               |                                                                                               |                                                                                           |                                                                     |                                                                     |                                                                                                  |                                                                                                  | | | |                                           |                                                           |                                                           |                                                                                       |                                                                                       |
| | | | |                                                                                               |                                                                                               |                                                                                            |                                                                    |                                                     |                                                                       | | |                                                                            |                                                                          |                                                                                               |                                                                                               |                                                                                           |                                                                     |                                                                     |                                                                                                  |                                                                                                  | | | |                                           |                                                           |                                                           |                                                                                       |                                                                                       |
| | | | |                                                                                               |                                                                                               |                                                                                            |                                                                    |                                                     |                                                                       | | |                                                                            |                                                                          |                                                                                               |                                                                                               |                                                                                           |                                                                     | Bonaccorso viv. 1304                                                |                                                                                                  |                                                                                                  | | | |                                           |                                                           |                                                           |                                                                                       |                                                                                       |
| | | | |                                                                                               |                                                                                               |                                                                                            |                                                                    |                                                     |                                                                       | | |                                                                            |                                                                          |                                                                                               |                                                                                               |                                                                                           |                                                                     |                                                                     |                                                                                                  |                                                                                                  | | | |                                           |                                                           |                                                           |                                                                                       |                                                                                       |
| | | | |                                                                                               |                                                                                               |                                                                                            |                                                                    |                                                     |                                                                       | | |                                                                            |                                                                          |                                                                                               |                                                                                               |                                                                                           |                                                                     |                                                                     |                                                                                                  |                                                                                                  | | | |                                           |                                                           |                                                           |                                                                                       |                                                                                       |
| | | | |                                                                                               |                                                                                               |                                                                                            |                                                                    |                                                     |                                                                       | | |                                                                            |                                                                          |                                                                                               |                                                                                               |                                                                                           |                                                                     | Roberto viv. c. 1350                                                |                                                                                                  |                                                                                                  | | | |                                           |                                                           |                                                           |                                                                                       |                                                                                       |
| | | | |                                                                                               |                                                                                               |                                                                                            |                                                                    |                                                     |                                                                       | | |                                                                            |                                                                          |                                                                                               |                                                                                               |                                                                                           |                                                                     |                                                                     |                                                                                                  |                                                                                                  | | | |                                           |                                                           |                                                           |                                                                                       |                                                                                       |
| | | | |                                                                                               |                                                                                               |                                                                                            |                                                                    |                                                     |                                                                       | | |                                                                            |                                                                          |                                                                                               |                                                                                               |                                                                                           |                                                                     |                                                                     |                                                                                                  |                                                                                                  | | | |                                           |                                                           |                                                           |                                                                                       |                                                                                       |
| | | | |                                                                                               |                                                                                               |                                                                                            |                                                                    |                                                     |                                                                       | | |                                                                            |                                                                          |                                                                                               |                                                                                               |                                                                                           |                                                                     | Giovanni *1363                                                      |                                                                                                  |                                                                                                  | | | |                                           |                                                           |                                                           |                                                                                       |                                                                                       |
| | | | |                                                                                               |                                                                                               |                                                                                            |                                                                    |                                                     |                                                                       | | |                                                                            |                                                                          |                                                                                               |                                                                                               |                                                                                           |                                                                     |                                                                     |                                                                                                  |                                                                                                  | | | |                                           |                                                           |                                                           |                                                                                       |                                                                                       |
| | | | |                                                                                               |                                                                                               |                                                                                            |                                                                    |                                                     |                                                                       | | |                                                                            |                                                                          |                                                                                               |                                                                                               |                                                                                           |                                                                     |                                                                     |                                                                                                  |                                                                                                  | | | |                                           |                                                           |                                                           |                                                                                       |                                                                                       |
| | | | |                                                                                               |                                                                                               |                                                                                            |                                                                    |                                                     |                                                                       | | |                                                                            |                                                                          |                                                                                               |                                                                                               |                                                                                           | Roberto *1391                                                       | Roberto *1391                                                       | Zanobi                                                                                           | Zanobi                                                                                           | | | |                                           |                                                           |                                                           |                                                                                       |                                                                                       |
| | | | |                                                                                               |                                                                                               |                                                                                            |                                                                    |                                                     |                                                                       | | |                                                                            |                                                                          |                                                                                               |                                                                                               |                                                                                           |                                                                     |                                                                     |                                                                                                  |                                                                                                  | | | |                                           |                                                           |                                                           |                                                                                       |                                                                                       |
| | | | |                                                                                               |                                                                                               |                                                                                            |                                                                    |                                                     |                                                                       | | |                                                                            |                                                                          |                                                                                               |                                                                                               |                                                                                           |                                                                     |                                                                     |                                                                                                  |                                                                                                  | | | |                                           |                                                           |                                                           |                                                                                       |                                                                                       |
| | | | |                                                                                               |                                                                                               |                                                                                            |                                                                    |                                                     |                                                                       | | |                                                                            |                                                                          |                                                                                               |                                                                                               |                                                                                           | Lorenzo *1384                                                       |                                                                     |                                                                                                  |                                                                                                  | | | |                                           |                                                           |                                                           |                                                                                       |                                                                                       |
| | | | |                                                                                               |                                                                                               |                                                                                            |                                                                    |                                                     |                                                                       | | |                                                                            |                                                                          |                                                                                               |                                                                                               |                                                                                           |                                                                     |                                                                     |                                                                                                  |                                                                                                  | | | |                                           |                                                           |                                                           |                                                                                       |                                                                                       |
| | | | |                                                                                               |                                                                                               |                                                                                            |                                                                    |                                                     |                                                                       | | |                                                                            |                                                                          |                                                                                               |                                                                                               |                                                                                           |                                                                     |                                                                     |                                                                                                  |                                                                                                  | | | |                                           |                                                           |                                                           |                                                                                       |                                                                                       |
| | | | |                                                                                               |                                                                                               |                                                                                            |                                                                    |                                                     |                                                                       | | |                                                                            |                                                                          |                                                                                               |                                                                                               | Bartolomeo *1420 1. Maddalena Buti 2. Bartolomea Paffi                                    | Bartolomeo *1420 1. Maddalena Buti 2. Bartolomea Paffi              | Giovanni                                                            | Giovanni                                                                                         |                                                                                                  | | | |                                           |                                                           |                                                           |                                                                                       |                                                                                       |
| | | | |                                                                                               |                                                                                               |                                                                                            |                                                                    |                                                     |                                                                       | | |                                                                            |                                                                          |                                                                                               |                                                                                               |                                                                                           |                                                                     |                                                                     |                                                                                                  |                                                                                                  | | | |                                           |                                                           |                                                           |                                                                                       |                                                                                       |
| | | | |                                                                                               |                                                                                               |                                                                                            |                                                                    |                                                     |                                                                       | | |                                                                            |                                                                          |                                                                                               |                                                                                               |                                                                                           |                                                                     |                                                                     |                                                                                                  |                                                                                                  | | | |                                           |                                                           |                                                           |                                                                                       |                                                                                       |
| | | | |                                                                                               |                                                                                               |                                                                                            |                                                                    |                                                     |                                                                       | | |                                                                            |                                                                          |                                                                                               |                                                                                               | Lorenzo *1460 Alessandra da Maguale                                                       |                                                                     |                                                                     |                                                                                                  |                                                                                                  | | | |                                           |                                                           |                                                           |                                                                                       |                                                                                       |
| | | | |                                                                                               |                                                                                               |                                                                                            |                                                                    |                                                     |                                                                       | | |                                                                            |                                                                          |                                                                                               |                                                                                               |                                                                                           |                                                                     |                                                                     |                                                                                                  |                                                                                                  | | | |                                           |                                                           |                                                           |                                                                                       |                                                                                       |
| | | | |                                                                                               |                                                                                               |                                                                                            |                                                                    |                                                     |                                                                       | | |                                                                            |                                                                          |                                                                                               |                                                                                               |                                                                                           |                                                                     |                                                                     |                                                                                                  |                                                                                                  | | | |                                           |                                                           |                                                           |                                                                                       |                                                                                       |
| | | | |                                                                                               |                                                                                               |                                                                                            |                                                                    |                                                     |                                                                       | | |                                                                            |                                                                          |                                                                                               |                                                                                               | Bartolomeo *1496 Maria Ardinghelli                                                        |                                                                     |                                                                     |                                                                                                  |                                                                                                  | | | |                                           |                                                           |                                                           |                                                                                       |                                                                                       |
| | | | |                                                                                               |                                                                                               |                                                                                            |                                                                    |                                                     |                                                                       | | |                                                                            |                                                                          |                                                                                               |                                                                                               |                                                                                           |                                                                     |                                                                     |                                                                                                  |                                                                                                  | | | |                                           |                                                           |                                                           |                                                                                       |                                                                                       |
| | | | |                                                                                               |                                                                                               |                                                                                            |                                                                    |                                                     |                                                                       | | |                                                                            |                                                                          |                                                                                               |                                                                                               |                                                                                           |                                                                     |                                                                     |                                                                                                  |                                                                                                  | | | |                                           |                                                           |                                                           |                                                                                       |                                                                                       |
| | | | |                                                                                               |                                                                                               |                                                                                            |                                                                    |                                                     |                                                                       | | |                                                                            |                                                                          |                                                                                               | Orazio viv. 1571 Felice Orsini de' Cavalieri                                                  | Orazio viv. 1571 Felice Orsini de' Cavalieri                                              | Fabrizio viv. 1571                                                  | Fabrizio viv. 1571                                                  |                                                                                                  |                                                                                                  | | | |                                           |                                                           |                                                           |                                                                                       |                                                                                       |
| | | | |                                                                                               |                                                                                               |                                                                                            |                                                                    |                                                     |                                                                       | | |                                                                            |                                                                          |                                                                                               |                                                                                               |                                                                                           |                                                                     |                                                                     |                                                                                                  |                                                                                                  | | | |                                           |                                                           |                                                           |                                                                                       |                                                                                       |
| | | | |                                                                                               |                                                                                               |                                                                                            |                                                                    |                                                     |                                                                       | | |                                                                            |                                                                          |                                                                                               |                                                                                               |                                                                                           |                                                                     |                                                                     |                                                                                                  |                                                                                                  | | | |                                           |                                                           |                                                           |                                                                                       |                                                                                       |
| | | | |                                                                                               |                                                                                               |                                                                                            |                                                                    |                                                     |                                                                       | | |                                                                            |                                                                          | Vittoria *1598 †1681Sforza Vicino Marescotti, IV conte di Vignanello MARESCOTTI RUSPOLI       | Vittoria *1598 †1681Sforza Vicino Marescotti, IV conte di Vignanello MARESCOTTI RUSPOLI       | Bartolomeo, marchese di cerveteri senza discendenza                                       | Bartolomeo, marchese di cerveteri senza discendenza                 |                                                                     |                                                                                                  |                                                                                                  | | | |                                           |                                                           |                                                           |                                                                                       |                                                                                       |
| | | | |                                                                                               |                                                                                               |                                                                                            |                                                                    |                                                     |                                                                       | | |                                                                            |                                                                          |                                                                                               |                                                                                               |                                                                                           |                                                                     |                                                                     |                                                                                                  |                                                                                                  | | | |                                           |                                                           |                                                           |                                                                                       |                                                                                       |
| | | | |                                                                                               |                                                                                               |                                                                                            |                                                                    |                                                     |                                                                       | | |                                                                            |                                                                          |                                                                                               |                                                                                               |                                                                                           |                                                                     |                                                                     |                                                                                                  |                                                                                                  | | | |                                           |                                                           |                                                           |                                                                                       |                                                                                       |
| | | | |                                                                                               |                                                                                               |                                                                                            |                                                                    |                                                     |                                                                       | | |                                                                            | Galeazzo *1627 †1726 cardinale                                           | Galeazzo *1627 †1726 cardinale                                                                | Alessandro, V conte di Vignanello *1628 †1703 1. Anna Maria Corsini 2. Prudenza Gabrielli     | Alessandro, V conte di Vignanello *1628 †1703 1. Anna Maria Corsini 2. Prudenza Gabrielli |                                                                     |                                                                     |                                                                                                  |                                                                                                  | | | |                                           |                                                           |                                                           |                                                                                       |                                                                                       |
| | | | |                                                                                               |                                                                                               |                                                                                            |                                                                    |                                                     |                                                                       | | |                                                                            |                                                                          |                                                                                               |                                                                                               |                                                                                           |                                                                     |                                                                     |                                                                                                  |                                                                                                  | | | |                                           |                                                           |                                                           |                                                                                       |                                                                                       |
| | | | |                                                                                               |                                                                                               |                                                                                            |                                                                    |                                                     |                                                                       | | |                                                                            |                                                                          |                                                                                               |                                                                                               |                                                                                           |                                                                     |                                                                     |                                                                                                  |                                                                                                  | | | |                                           |                                                           |                                                           |                                                                                       |                                                                                       |
| | | | |                                                                                               |                                                                                               |                                                                                            |                                                                    |                                                     |                                                                       | | |                                                                            |                                                                          | 1. Francesco Maria, VI conte di Vignanello, I principe di Cerveteri *1672 †1731 Isabella Cesi | 1. Francesco Maria, VI conte di Vignanello, I principe di Cerveteri *1672 †1731 Isabella Cesi | 2. Mario *1681 †1758 Cassandra Sacchetti                                                  | 2. Mario *1681 †1758 Cassandra Sacchetti                            |                                                                     |                                                                                                  |                                                                                                  | | | |                                           |                                                           |                                                           |                                                                                       |                                                                                       |
| | | | |                                                                                               |                                                                                               |                                                                                            |                                                                    |                                                     |                                                                       | | |                                                                            |                                                                          |                                                                                               |                                                                                               |                                                                                           |                                                                     |                                                                     |                                                                                                  |                                                                                                  | | | |                                           |                                                           |                                                           |                                                                                       |                                                                                       |
| | | | |                                                                                               |                                                                                               |                                                                                            |                                                                    |                                                     |                                                                       | | |                                                                            |                                                                          |                                                                                               |                                                                                               |                                                                                           |                                                                     |                                                                     |                                                                                                  |                                                                                                  | | | |                                           |                                                           |                                                           |                                                                                       |                                                                                       |
| | | | |                                                                                               |                                                                                               | Isabella *1696 †?                                                                          | Isabella *1696 †?                                                  | Bartolomeo *1697 †1741 cardinale                    | Bartolomeo *1697 †1741 cardinale                                      | Giacinta *1699 †1757 Ferdinando Bernualdo Filippo Orsini, V principe di Solofra e XIV duca di Gravina | Giacinta *1699 †1757 Ferdinando Bernualdo Filippo Orsini, V principe di Solofra e XIV duca di Gravina | Vittoria *1700 †1743 Stefano Conti, duca di Poli e Guadagnolo              | Vittoria *1700 †1743 Stefano Conti, duca di Poli e Guadagnolo            | Margherita *1703 †?                                                                           | Margherita *1703 †?                                                                           | Teresa *1703 †?                                                                           | Teresa *1703 †?                                                     | Anna *1704 †1735 Agostino Chigi della Rovere, principe di Farnese   | Anna *1704 †1735 Agostino Chigi della Rovere, principe di Farnese                                | Maria Angelica *1707 †1766 Girolamo Vincenzo IV Giustiniani, IV principe di Bassano              | Maria Angelica *1707 †1766 Girolamo Vincenzo IV Giustiniani, IV principe di Bassano                                           | Alessandro, II principe di Cerveteri *1708 †1779 1. Virginia Altieri 2. Prudenzia Marescotti Capizucchi                       | Alessandro, II principe di Cerveteri *1708 †1779 1. Virginia Altieri 2. Prudenzia Marescotti Capizucchi |                                           |                                                           |                                                           |                                                                                       |                                                                                       |
| | | | |                                                                                               |                                                                                               |                                                                                            |                                                                    |                                                     |                                                                       | | |                                                                            |                                                                          |                                                                                               |                                                                                               |                                                                                           |                                                                     |                                                                     |                                                                                                  |                                                                                                  | | | |                                           |                                                           |                                                           |                                                                                       |                                                                                       |
| | | | |                                                                                               |                                                                                               |                                                                                            |                                                                    |                                                     |                                                                       | | |                                                                            |                                                                          |                                                                                               |                                                                                               |                                                                                           |                                                                     |                                                                     |                                                                                                  |                                                                                                  | | | |                                           |                                                           |                                                           |                                                                                       |                                                                                       |
| | | | |                                                                                               |                                                                                               |                                                                                            |                                                                    |                                                     |                                                                       | | |                                                                            |                                                                          |                                                                                               |                                                                                               |                                                                                           | 2. Marianna *1749 †1787                                             | 2. Marianna *1749 †1787                                             | 2. Maria Isabella *1750 †?                                                                       | 2. Maria Isabella *1750 †?                                                                       | 2. Francesco, III principe di Cerveteri *1752 †1829 1. Maria Isabella Giustiniani 2. Maria Leopoldina von Khevenhüller-Metsch | 2. Francesco, III principe di Cerveteri *1752 †1829 1. Maria Isabella Giustiniani 2. Maria Leopoldina von Khevenhüller-Metsch | 2. Giacinta *1753 †?                                                                                    | 2. Giacinta *1753 †?                      | 2. Bartolomeo *1754 †1836 senza eredi                     | 2. Bartolomeo *1754 †1836 senza eredi                     | 2. Lorenzo *1755 †1835 Camilla Curti                                                  | 2. Lorenzo *1755 †1835 Camilla Curti                                                  |
| | | | |                                                                                               |                                                                                               |                                                                                            |                                                                    |                                                     |                                                                       | | |                                                                            |                                                                          |                                                                                               |                                                                                               |                                                                                           |                                                                     |                                                                     |                                                                                                  |                                                                                                  | | | |                                           |                                                           |                                                           |                                                                                       |                                                                                       |
| | | | |                                                                                               |                                                                                               |                                                                                            |                                                                    |                                                     |                                                                       | | |                                                                            |                                                                          |                                                                                               |                                                                                               |                                                                                           |                                                                     |                                                                     |                                                                                                  |                                                                                                  | | | |                                           |                                                           |                                                           |                                                                                       |                                                                                       |
| | | | |                                                                                               |                                                                                               |                                                                                            |                                                                    |                                                     |                                                                       | | |                                                                            |                                                                          |                                                                                               | 2. Alessandro, IV principe di Cerveteri *1784 †1842 Marianna Esterházy de Galántha            | 2. Alessandro, IV principe di Cerveteri *1784 †1842 Marianna Esterházy de Galántha        | 2. Sigismondo *1787 †1849 1. Faustina Tomassini 2. Paola Bellinzoni | 2. Sigismondo *1787 †1849 1. Faustina Tomassini 2. Paola Bellinzoni | 2. Camillo *1788 †1864 Carlota de Godoy, II duchessa di Sueca con successione nei duchi di Sueca | 2. Camillo *1788 †1864 Carlota de Godoy, II duchessa di Sueca con successione nei duchi di Sueca | 2. Amalia *1790 †1867 Vincenzo Pianciani, conte                                                                               | 2. Amalia *1790 †1867 Vincenzo Pianciani, conte                                                                               | 2. Leopoldo *1791 †1817 senza discendenza                                                               | 2. Leopoldo *1791 †1817 senza discendenza | 2. Emanuele *1794 †1837 Adélaïde Giraud senza discendenza | 2. Emanuele *1794 †1837 Adélaïde Giraud senza discendenza | 2. Bartolomeo *1800 †1872 Carolina Ratti con successione nei principi di Poggio Suasa | 2. Bartolomeo *1800 †1872 Carolina Ratti con successione nei principi di Poggio Suasa |
| | | | |                                                                                               |                                                                                               |                                                                                            |                                                                    |                                                     |                                                                       | | |                                                                            |                                                                          |                                                                                               |                                                                                               |                                                                                           |                                                                     |                                                                     |                                                                                                  |                                                                                                  | | | |                                           |                                                           |                                                           |                                                                                       |                                                                                       |
| | | | |                                                                                               |                                                                                               |                                                                                            |                                                                    |                                                     |                                                                       | | |                                                                            |                                                                          |                                                                                               |                                                                                               |                                                                                           |                                                                     |                                                                     |                                                                                                  |                                                                                                  | | | |                                           |                                                           |                                                           |                                                                                       |                                                                                       |
| | | | |                                                                                               |                                                                                               |                                                                                            |                                                                    | Giovanna *1806 †1830 Pompeo di Campello, conte      | Giovanna *1806 †1830 Pompeo di Campello, conte                        | Virginia *1807 †1878 Giovanni Manassei, conte                                                         | Virginia *1807 †1878 Giovanni Manassei, conte                                                         | Giovanni Nepomuceno, V principe di Cerveteri *1807 †1876 Barbara Massimo   | Giovanni Nepomuceno, V principe di Cerveteri *1807 †1876 Barbara Massimo | Carolina *1809 †1873                                                                          | Carolina *1809 †1873                                                                          | Amedeo *1811 †1812                                                                        | Amedeo *1811 †1812                                                  | Luigi *1813 †1887 Idaline von Qualen senza discendenza              | Luigi *1813 †1887 Idaline von Qualen senza discendenza                                           | Eugenio *1814 †1878 Pauline-Thérèse de Sicard senza discendenza                                  | Eugenio *1814 †1878 Pauline-Thérèse de Sicard senza discendenza                                                               | Augusto *1817 †1882 Agnes Esterházy de Galántha                                                                               | Augusto *1817 †1882 Agnes Esterházy de Galántha                                                         |                                           |                                                           |                                                           |                                                                                       |                                                                                       |
| | | | |                                                                                               |                                                                                               |                                                                                            |                                                                    |                                                     |                                                                       | | |                                                                            |                                                                          |                                                                                               |                                                                                               |                                                                                           |                                                                     |                                                                     |                                                                                                  |                                                                                                  | | | |                                           |                                                           |                                                           |                                                                                       |                                                                                       |
| | | | |                                                                                               |                                                                                               |                                                                                            |                                                                    |                                                     |                                                                       | | |                                                                            |                                                                          |                                                                                               |                                                                                               |                                                                                           |                                                                     |                                                                     |                                                                                                  |                                                                                                  | | | |                                           |                                                           |                                                           |                                                                                       |                                                                                       |
| | | | |                                                                                               |                                                                                               |                                                                                            |                                                                    |                                                     | Francesco Maria, VI principe di Cerveteri *1839 †1907 Egle Franceschi | Francesco Maria, VI principe di Cerveteri *1839 †1907 Egle Franceschi                                 | Maria Cristina *1842 †1907 Napoleone-Carlo Bonaparte, V principe di Canino                            | Maria Cristina *1842 †1907 Napoleone-Carlo Bonaparte, V principe di Canino | Alessandro *1844 †1916 Eva Capel Broadwood                               | Alessandro *1844 †1916 Eva Capel Broadwood                                                    | Francesca *1849 †1851                                                                         | Francesca *1849 †1851                                                                     |                                                                     |                                                                     |                                                                                                  |                                                                                                  | | | |                                           |                                                           |                                                           |                                                                                       |                                                                                       |
| | | | |                                                                                               |                                                                                               |                                                                                            |                                                                    |                                                     |                                                                       | | |                                                                            |                                                                          |                                                                                               |                                                                                               |                                                                                           |                                                                     |                                                                     |                                                                                                  |                                                                                                  | | | |                                           |                                                           |                                                           |                                                                                       |                                                                                       |
| | | | |                                                                                               |                                                                                               |                                                                                            |                                                                    |                                                     |                                                                       | | |                                                                            |                                                                          |                                                                                               |                                                                                               |                                                                                           |                                                                     |                                                                     |                                                                                                  |                                                                                                  | | | |                                           |                                                           |                                                           |                                                                                       |                                                                                       |
| | | | |                                                                                               | Alessandro, VII principe di Cerveteri *1869 †1952 Marianita Lante Montefeltro della Rovere    | Alessandro, VII principe di Cerveteri *1869 †1952 Marianita Lante Montefeltro della Rovere | Giovanni Nepomuceno *1871 †1955 senza discendenza                  | Giovanni Nepomuceno *1871 †1955 senza discendenza   | Maria *1874 †1929                                                     | Maria *1874 †1929                                                                                     | Laura *1878 †1960 conte Alessandro Martini Marescotti                                                 | Laura *1878 †1960 conte Alessandro Martini Marescotti                      | Giacinta *1883 †1909                                                     | Giacinta *1883 †1909                                                                          |                                                                                               |                                                                                           |                                                                     |                                                                     |                                                                                                  |                                                                                                  | | | |                                           |                                                           |                                                           |                                                                                       |                                                                                       |
| | | | |                                                                                               |                                                                                               |                                                                                            |                                                                    |                                                     |                                                                       | | |                                                                            |                                                                          |                                                                                               |                                                                                               |                                                                                           |                                                                     |                                                                     |                                                                                                  |                                                                                                  | | | |                                           |                                                           |                                                           |                                                                                       |                                                                                       |
| | | | |                                                                                               |                                                                                               |                                                                                            |                                                                    |                                                     |                                                                       | | |                                                                            |                                                                          |                                                                                               |                                                                                               |                                                                                           |                                                                     |                                                                     |                                                                                                  |                                                                                                  | | | |                                           |                                                           |                                                           |                                                                                       |                                                                                       |
| | | Giacinta *1898 †1982 1. Clemente del Drago, marchese di Roffredo 2. conte Alvise Emo Capodlista                                                     | Giacinta *1898 †1982 1. Clemente del Drago, marchese di Roffredo 2. conte Alvise Emo Capodlista                                                     | Francesco, VIII principe di Cerveteri *1899 †1989 1. Claudia Matarazzo 2. Maria Celeste Rossi | Francesco, VIII principe di Cerveteri *1899 †1989 1. Claudia Matarazzo 2. Maria Celeste Rossi | Egle *1902 †2000 marchese Alessandro Federici della Costa                                  | Egle *1902 †2000 marchese Alessandro Federici della Costa          | Luigi *1908 †? Eleonora Berlingeri di Valle Perotta | Luigi *1908 †? Eleonora Berlingeri di Valle Perotta                   | | |                                                                            |                                                                          |                                                                                               |                                                                                               |                                                                                           |                                                                     |                                                                     |                                                                                                  |                                                                                                  | | | |                                           |                                                           |                                                           |                                                                                       |                                                                                       |
| | | | |                                                                                               |                                                                                               |                                                                                            |                                                                    |                                                     |                                                                       | | |                                                                            |                                                                          |                                                                                               |                                                                                               |                                                                                           |                                                                     |                                                                     |                                                                                                  |                                                                                                  | | | |                                           |                                                           |                                                           |                                                                                       |                                                                                       |
| | | | |                                                                                               |                                                                                               |                                                                                            |                                                                    |                                                     |                                                                       | | |                                                                            |                                                                          |                                                                                               |                                                                                               |                                                                                           |                                                                     |                                                                     |                                                                                                  |                                                                                                  | | | |                                           |                                                           |                                                           |                                                                                       |                                                                                       |
| | | 1. Alessandro, IX principe di Cerveteri *1924 †2005 1. Francesca Blanc *Debra Berger 2. Nancy de Girard de Charbonnières 3. Theresa Patricia Genest | 1. Alessandro, IX principe di Cerveteri *1924 †2005 1. Francesca Blanc *Debra Berger 2. Nancy de Girard de Charbonnières 3. Theresa Patricia Genest |                                                                                               |                                                                                               | 1. Sforza *1927 †2022 1. Flavia Domitilla Salviati 2. Pia Giancaro                         | 1. Sforza *1927 †2022 1. Flavia Domitilla Salviati 2. Pia Giancaro |                                                     |                                                                       | | |                                                                            |                                                                          |                                                                                               |                                                                                               |                                                                                           |                                                                     |                                                                     |                                                                                                  |                                                                                                  | | | |                                           |                                                           |                                                           |                                                                                       |                                                                                       |
| | | | |                                                                                               |                                                                                               |                                                                                            |                                                                    |                                                     |                                                                       | | |                                                                            |                                                                          |                                                                                               |                                                                                               |                                                                                           |                                                                     |                                                                     |                                                                                                  |                                                                                                  | | | |                                           |                                                           |                                                           |                                                                                       |                                                                                       |
| | | | |                                                                                               |                                                                                               |                                                                                            |                                                                    |                                                     |                                                                       | | |                                                                            |                                                                          |                                                                                               |                                                                                               |                                                                                           |                                                                     |                                                                     |                                                                                                  |                                                                                                  | | | |                                           |                                                           |                                                           |                                                                                       |                                                                                       |
| 2. Francesco, X principe di Cerveteri *1967 1. Beth O'Rourke 2. Angelica Camilla Consolata Wanda Maria Visconti | 2. Francesco, X principe di Cerveteri *1967 1. Beth O'Rourke 2. Angelica Camilla Consolata Wanda Maria Visconti | 3. Mathilda Mélusine *1994 | 3. Mathilda Mélusine *1994 | 3. Théodore Alexandre *1997                                                                   | 3. Théodore Alexandre *1997                                                                   | 2. Giacinta *1989                                                                          | 2. Giacinta *1989                                                  |                                                     |                                                                       | | |                                                                            |                                                                          |                                                                                               |                                                                                               |                                                                                           |                                                                     |                                                                     |                                                                                                  |                                                                                                  | | | |                                           |                                                           |                                                           |                                                                                       |                                                                                       |

## Galleria d'immagini

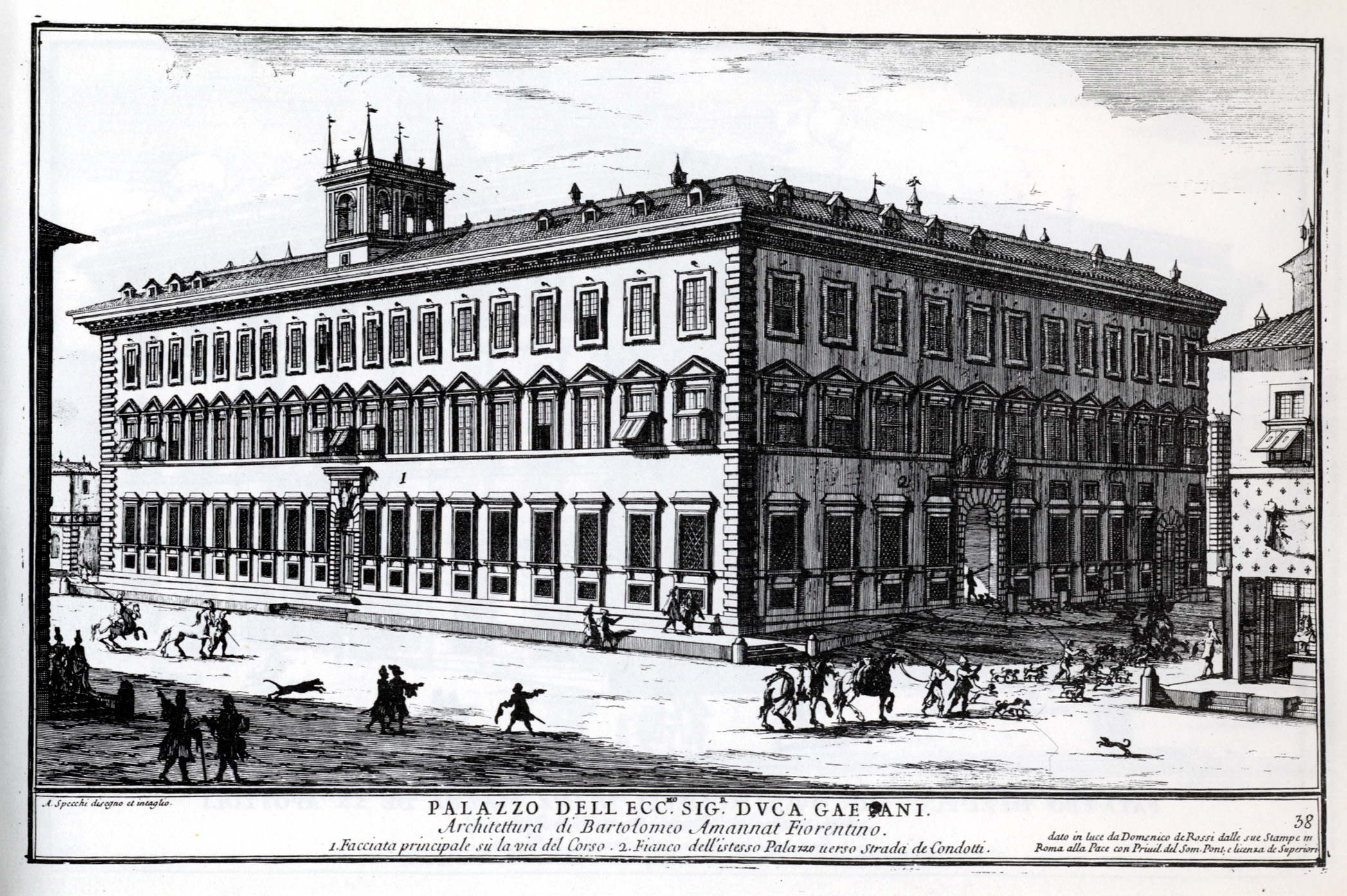
Palazzo Ruspoli a Roma
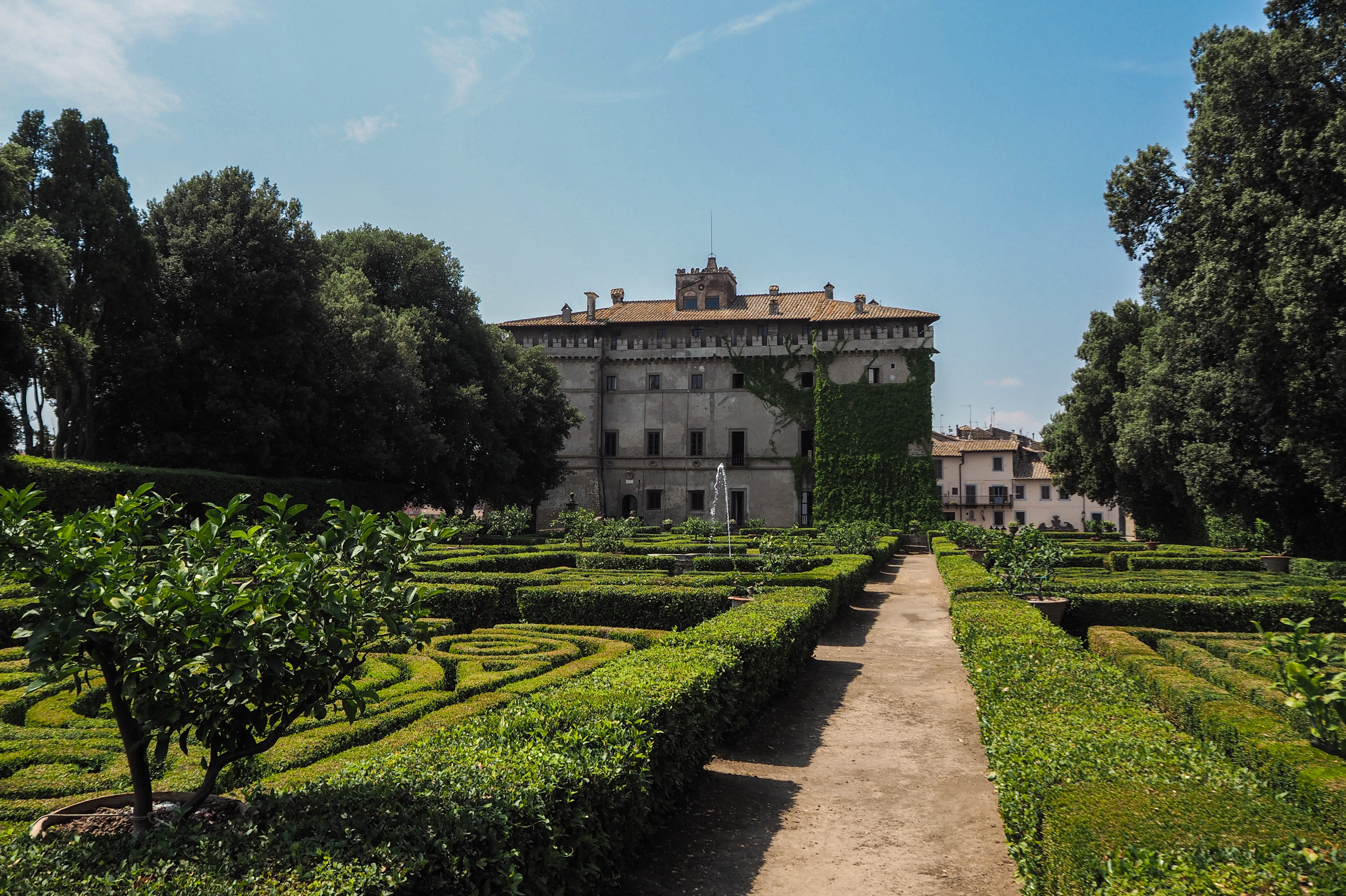
Castello Ruspoli a Vignanello
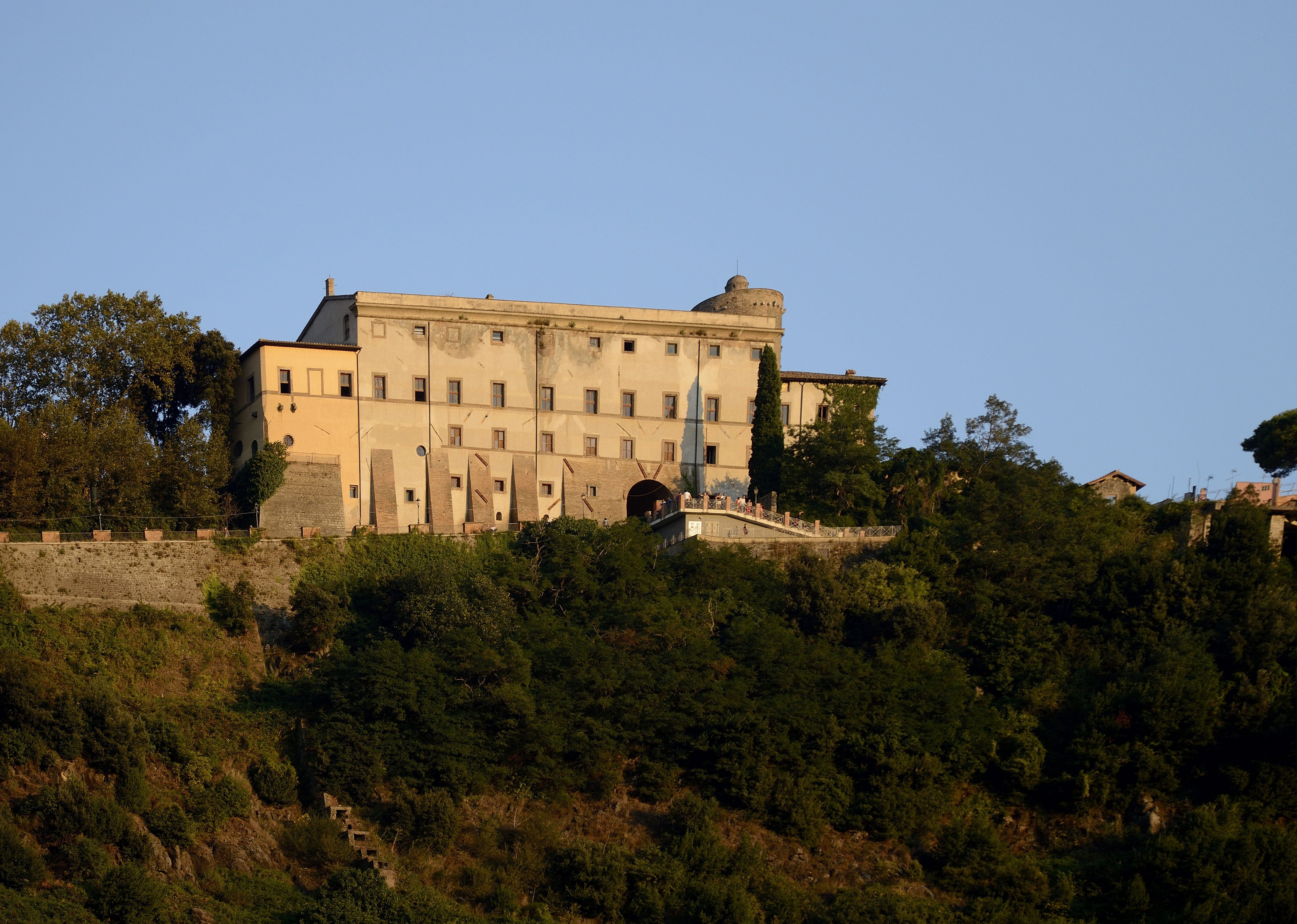
Castello di Nemi
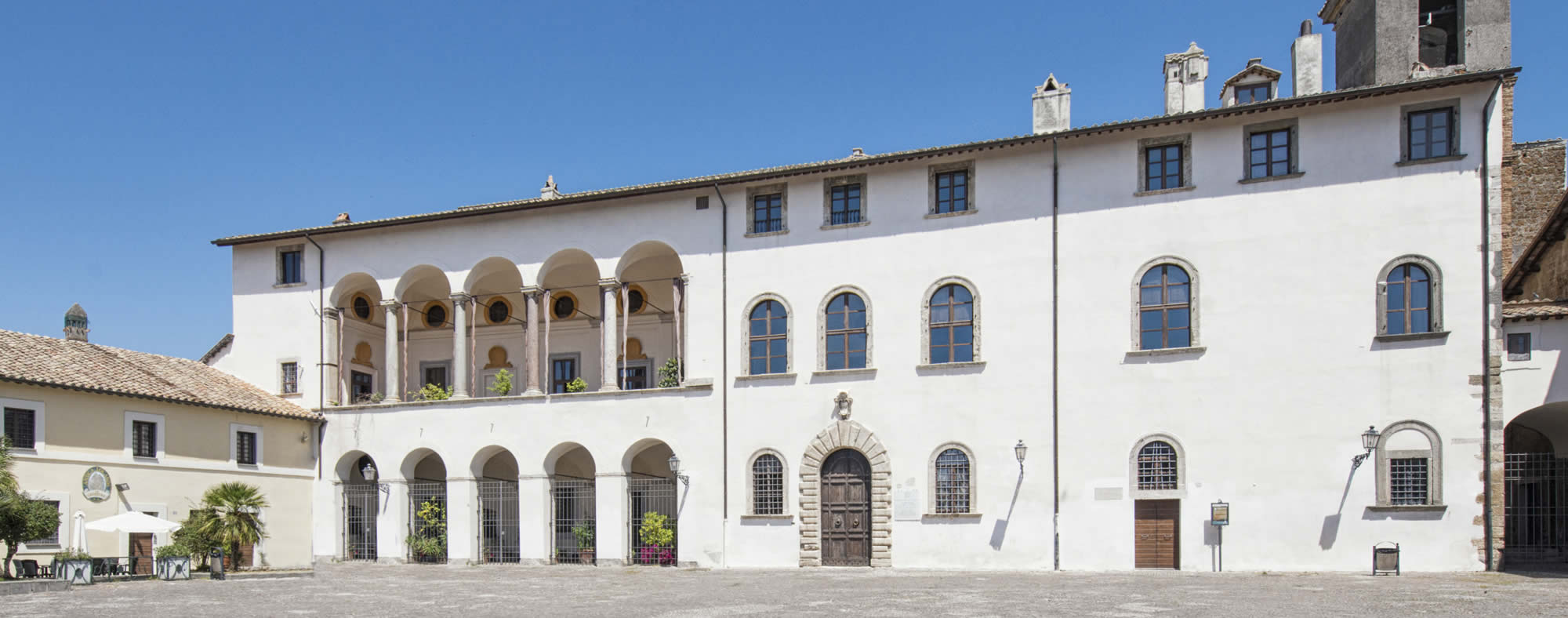
Palazzo di Cerveteri
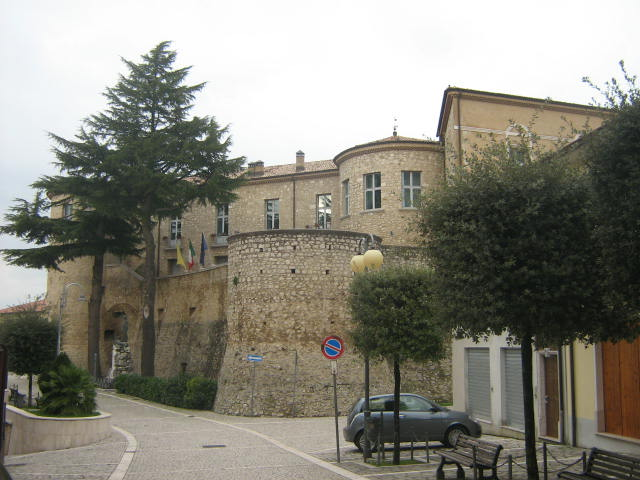
Castello di Candriano
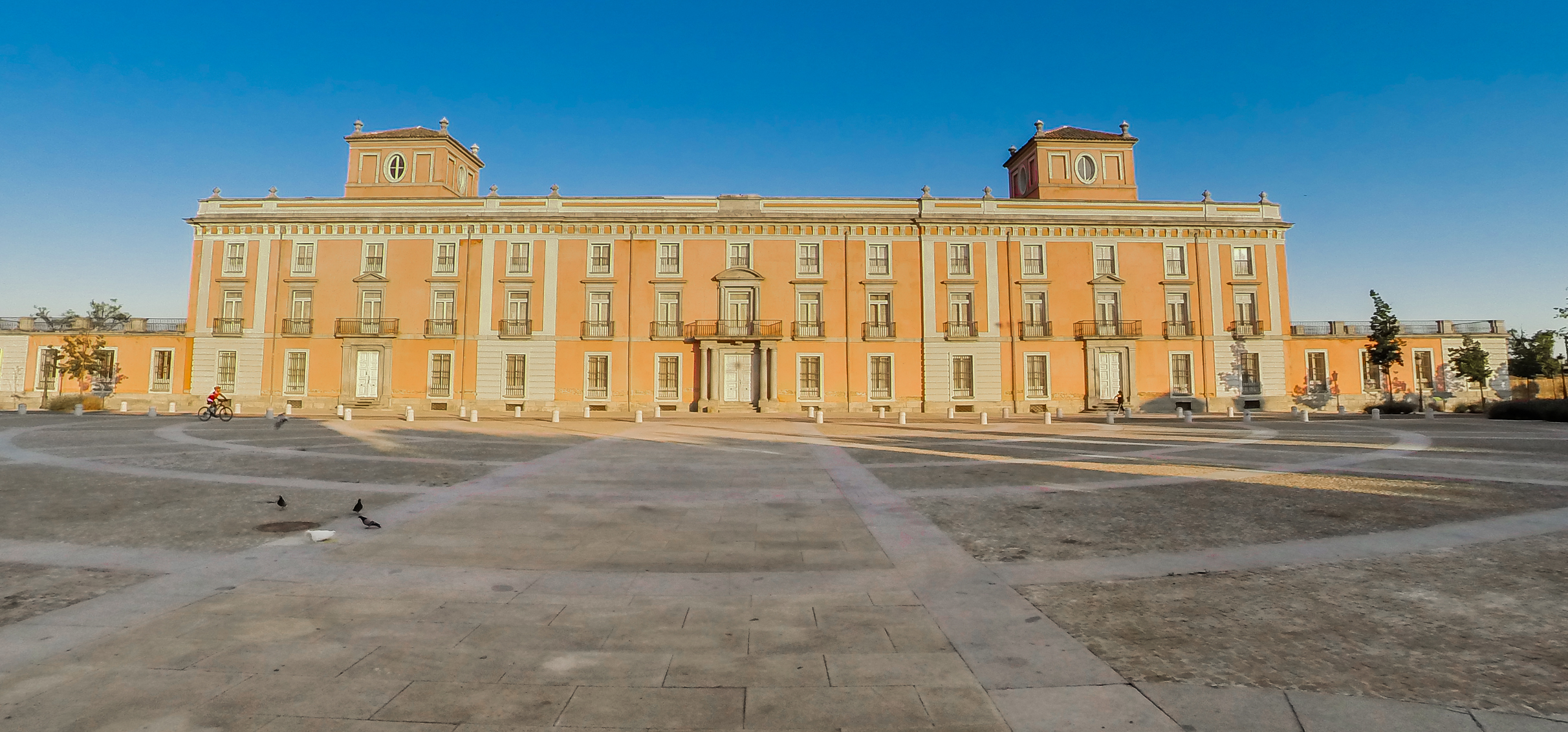
Palacio de Boadilla del Monte
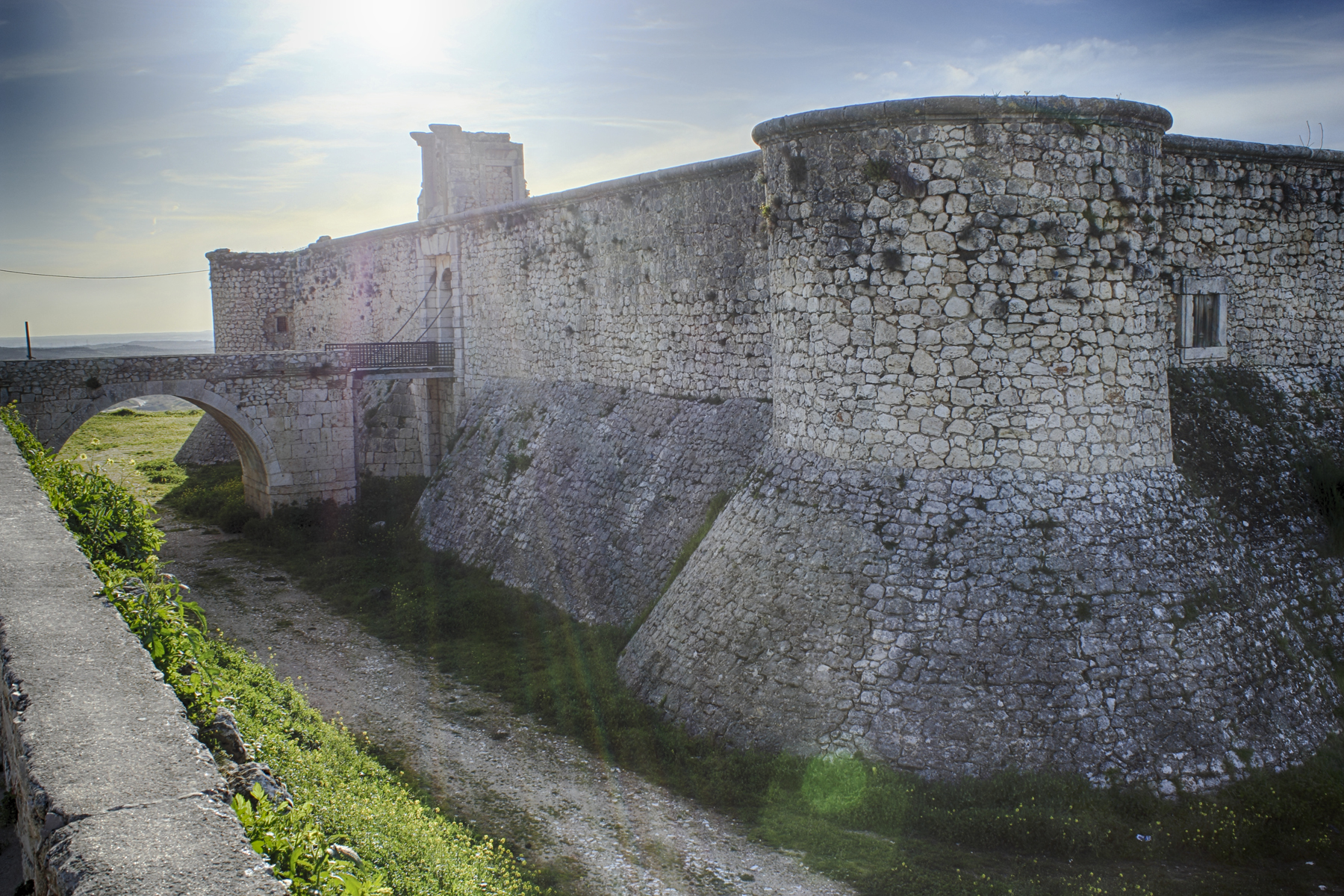
Castillo de Chinchón
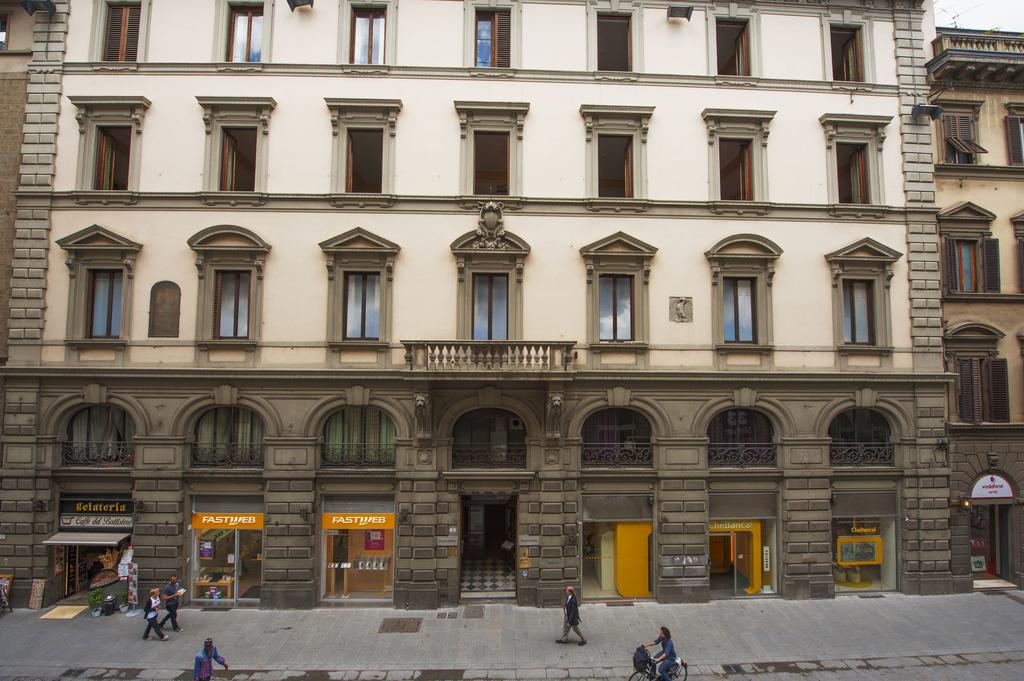
Palazzo Ruspoli a Firenze
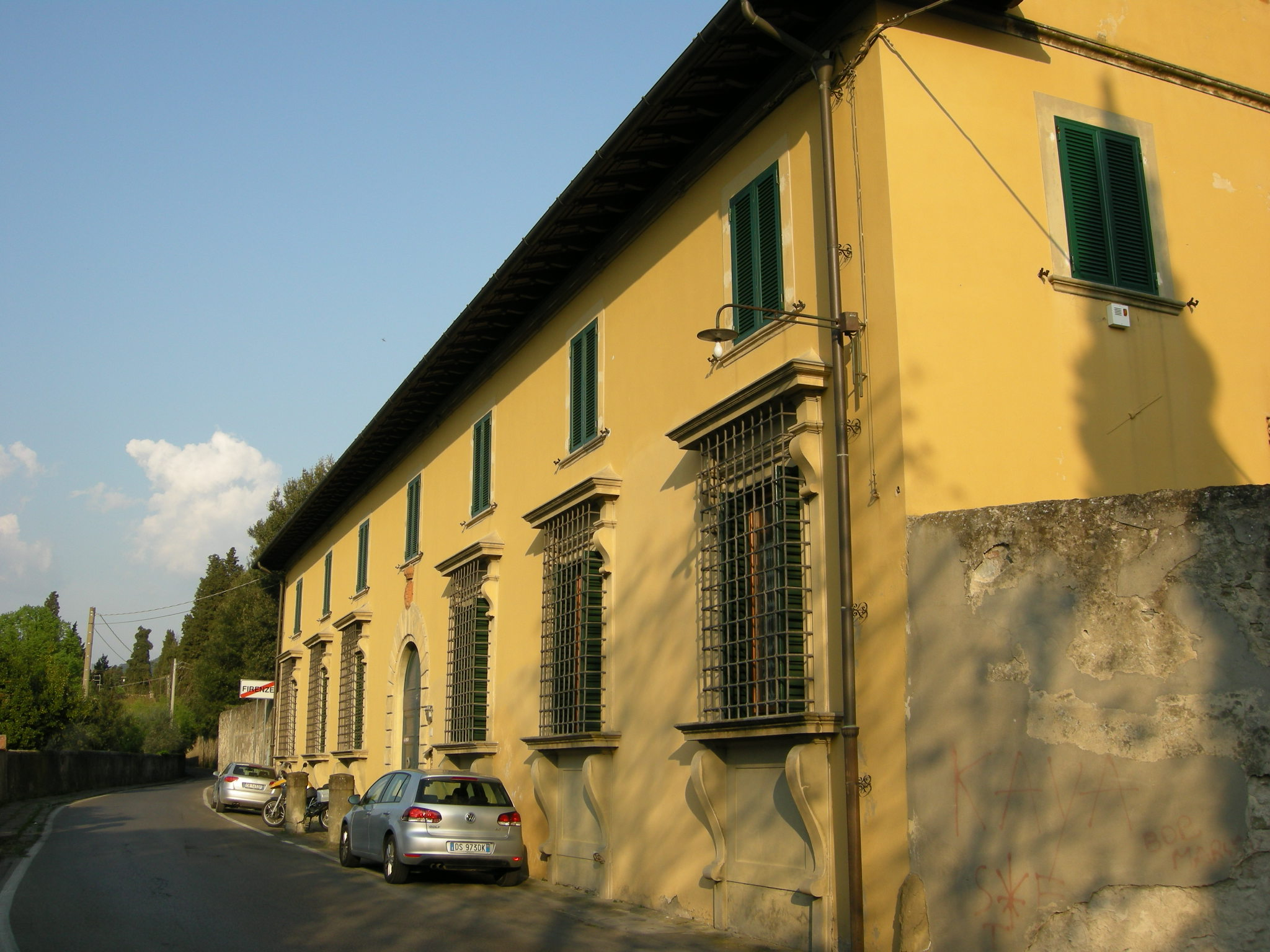
Villa Ruspoli a Firenze
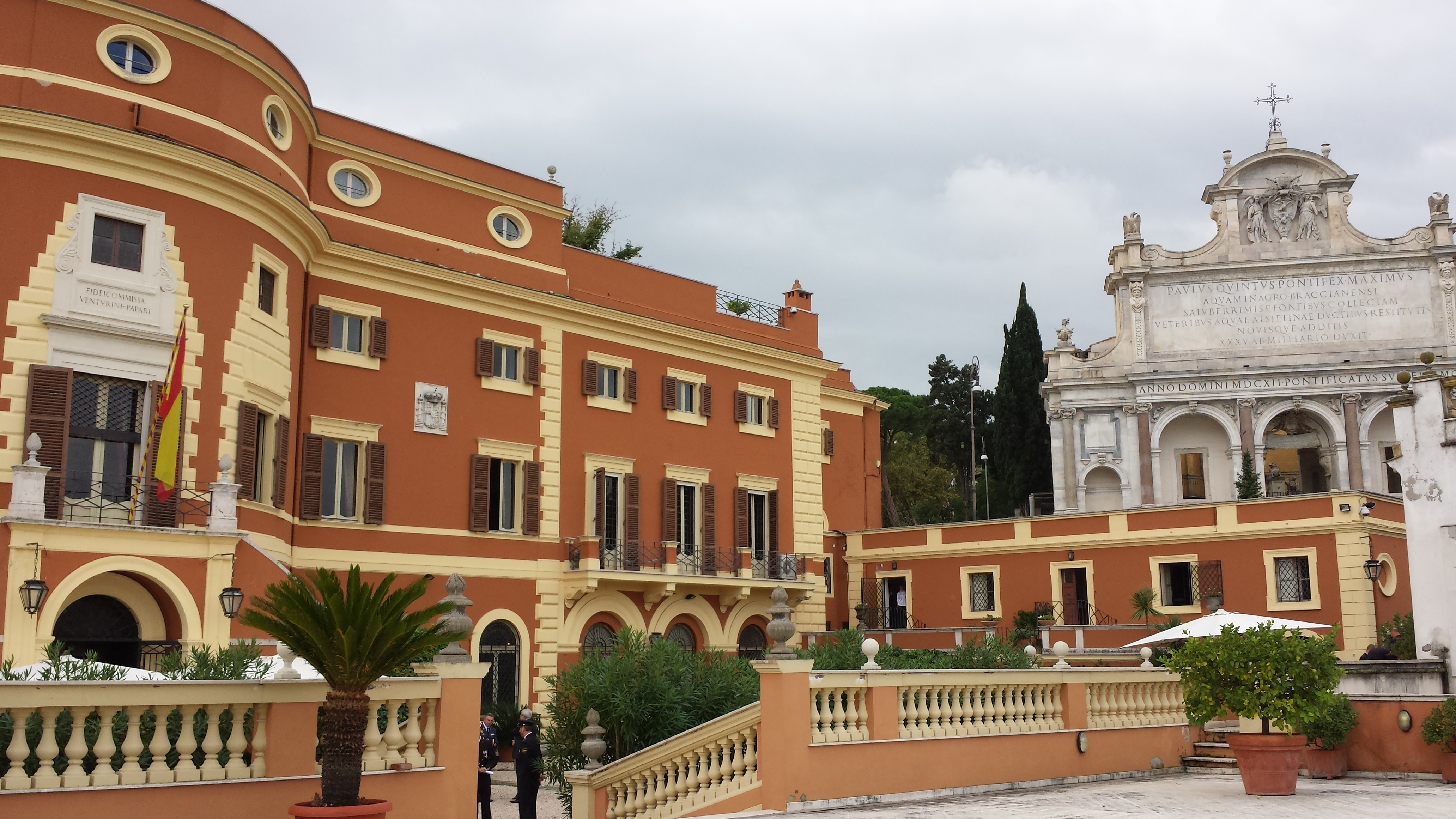
Villa Ruspoli a Roma